# Сяпу
Сяпу́ (кит. упр. 霞蒲, пиньинь Xiápǔ) — уезд городского округа Ниндэ провинции Фуцзянь (КНР).

## География
Уезд Сяпу имеет извилистую береговую линию, многочисленные мелководные пляжи и острова, которые образуют живописное побережье.

## История
Во времена империи Цзинь в 282 году из уезда Хоугуань (候官县) был выделен уезд Вэньма (温麻县). Во времена империи Суй уезд Вэньма был вновь присоединён к уезду Хоугуань, переименованному при этом в Юаньфэн (原丰县). В 592 году уезд Юаньфэн получил название Миньсянь (闽县).
После смены империи Суй на империю Тан уезд Вэньма был в 623 году образован вновь, а его северная часть была выделена в отдельный уезд Чанси (长溪县). После монгольского завоевания и образования империи Юань уезд Чанси был поднят в статусе и стал в 1286 году Фунинской областью (福宁州) Фучжоуского региона (福州路). После свержения власти монголов и образования империи Мин область была вновь понижена в статусе до уезда; «регионы» были переименованы в «управы», и поэтому Фучжоуский регион стал Фучжоуской управой (福州府). В 1473 году уезд опять стал Фунинской областью. Во времена империи Цин Фунинская область была в 1734 году поднята в статусе ещё выше, и сама стала Фунинской управой (福宁府); для администрирования места размещения властей управы был создан уезд Сяпу. После Синьхайской революции в Китае была проведена реформа структуры административного деления, в ходе которой управы были упразднены, и поэтому в 1912 году Фунинская управа была расформирована.
После образования КНР в 1949 году был создан Специальный район Фуань (福安专区), и уезд вошёл в его состав. В 1971 году власти Специального района переехали из уезда Фуань в уезд Ниндэ, а сам специальный район был переименован в Округ Ниндэ (宁德地区).
Постановлением Госсовета КНР от 14 ноября 1999 года округ Ниндэ был преобразован в городской округ.

## Административное деление
Уезд делится на 2 уличных комитета, 6 посёлков, 3 волости и 3 национальные волости.

## Экономика
Вдоль побережья развиты морское рыболовство, выращивание морепродуктов и туризм. На острове Чанбяо расположена АЭС Сяпу корпорации CNNC.
Сяпу является крупным центром выращивания морской капусты. По состоянию на 2024 год площадь выращивания морской капусты составляла 23,33 тыс. га; урожай превышал 1,6 млн тонн, а его стоимость достигала 3,5 млрд юаней (478,96 млн долл. США). Эта отрасль обеспечивала работой около 50 тыс. человек.